# World Surf League 2019
La World Surf League 2019 è stata la serie di competizioni organizzata dalla World Surf League, l'organizzazione internazionale che governa il surf professionistico, nel 2019. La World Surf League 2019 consisteva nel Championship Tour (il campionato più importante, a tavola corta), nelle Qualifying Series (sia per tavola corta che per tavola lunga), e in altri tour come il Big Wave Tour, il Longboard Tour, il Junior Tour e altri ancora ed eventi speciali come il Vans Triple Crown.
Ogni campionato è stato svolto nelle due categorie, maschile e femminile. Il Championship Tour 2019, in particolare, consisteva in 11 eventi maschili e 10 eventi femminili. I piazzamenti di ogni evento per ogni concorrente sono stati utilizzati per determinare, al termine del tour, i campioni assoluti femminili e maschili per il 2019, indicati dalla lega come "Campioni del Mondo".
Il campionato 2019 è iniziato ad aprile e si è concluso a dicembre, svolgendosi in tutto in 8 paesi diversi: Australia, Indonesia, Brasile, Sudafrica, Stati Uniti d'America, Francia, Portogallo e Polinesia francese (per la precisione nelle acque dell'isola di Tahiti. Ad aggiudicarsi il titolo di campione e campionessa mondiale sono stati, per questa edizione, il brasiliano Ítalo Ferreira e l'hawaiana Carissa Moore.

## Prove del campionato maschile e femminile 2019

### Quicksilver Pro
Il Quicksilver Pro 2019 si è svolto al largo della cittadina di Gold Coast, nel Queensland, in Australia. La competizione maschile è stata vinta dal surfista brasiliano Ítalo Ferreira che ha battuto lo statunitense Kolohe Andino. La competizione femminile è stata invece vinta dalla statunitense Caroline Marks, che ha sconfitto in finale l'hawaiana Carissa Moore.

### Rip Curl Pro
Il Rip Curl Pro Bells Beach 2019 si è tenuto a Bells Beach, in Australia, dal 17 al 27 aprile. La competizione è stata vinta dall'hawaiano John John Florence, che ha battuto in finale il brasiliano Filipe Toledo. La competizione femminile è stata vinta dalla statunitense Courtney Conlogue, che ha prevalso in finale sull'hawaiana Malia Manuel.

### Corona Bali Protected
Il Corona Bali Protected 2019 è stato la terza tappa del tour del campionato maschile nel 2019, e si è svolto tra il 13 e il 25 maggio a Bali, in Indonesia. La gara ha visto primeggiare il giapponese Kanoa Igarashi, che ha sconfitto in finale il francese Jeremy Flores. La gara femminile è stata vinta dall'australiana Stephanie Gilmore, che ha sconfitto in finale l'australiana Sally Fitzgibbons.

### Margaret River Pro
Il Margaret River Pro 2019 si è svolto in Australia Occidentale dal 29 maggio al 4 giugno. A trionfare è stato l'hawaiano John John Florence, che si è imposto in finale su Kolohe Andino. La gara femminile ha visto vincere l'australiana Lakey Peterson, che ha trionfato sconfiggendo in finale la brasiliana Tatiana Weston-Webb. 

### Rio Pro
L'Oi Rio Pro del 2019 ha avuto lungo dal 20 al 23 giugno presso Saquarema, nello Stato di Rio de Janeiro. La gara è stata vinta dal brasiliano Filipe Toledo, che ha battuto in finale il sudafricano Jordy Smith. La competizione femminile è stata vinta da Sally Fitzgibbons, che ha sconfitto in finale Carissa Moore.

### Corona J-Bay Open
Il Corona Open J-Bay 2019 si è svolto nella acque di Jeffreys Bay, in Sudafrica, dal 9 al 19 luglio. A vincere è stato il brasiliano Gabriel Medina, che si è imposto in finale sul connazionale Ítalo Ferreira. Fra le donne ha trionfato Carissa Moore, che ha battuto in finale Lakey Peterson.

### Pro Tahiti
Il Tahiti Pro Teahupo'o 2019, prova fa parte solo del campionato maschile, ha avuto lungo davanti alla spiaggia di Teahupo'o a Tahiti, dal 24 al 29 agosto. A vincere è stato l'australuano Owen Wright, che in finale ha battuto il brasiliano Gabriel Medina.

### Freshwater Pro
Il Freshwater Pro del 2019 si è tenuto dal 19 al 24 settembre al Surf Ranch di Lemoore, in California. La gara è stata vinta dal brasiliano Gabriel Medina, che si è imposto in finale sul connazionale Filipe Toledo. La competizione femminile è stata vinta dalla statunitense Lakey Peterson.

### Quicksilver Pro France
Il Quiksilver Pro France 2019 si è svolto dal 3 all'11 ottobre nelle acque di Capbreton e Seignosse, in Francia. A trionfare è stato il francese Jeremy Flores, che si è imposto in finale sul brasiliano Gabriel Medina. La gara femminile, denominata Roxy Pro France, è stata vinta da Carissa Moore, che ha battuto in finale la statunitense Caroline Marks.

### MEO RipCurl Pro Portugal
L'edizione 2019 del MEO Rip Curl Pro Portugal si è svolta dal 16 al 28 ottobre davanti alla spiaggia di Supertubos, in Portogallo. La gara è stata vinta dal brasiliano Ítalo Ferreira, che si è imposto in finale sul sudafricano Jordy Smith. La competizione femminile è stata vinta da Caroline Marks, che ha sconfitto in finale la sua connazionale Lakey Peterson.

### Billabong Pipeline Masters
Il Billabong Pipeline Masters del 2019, prova facente parte del solo campionato maschile, si è svolto dal 9 al 19 dicembre 2019. A vincere è stato il brasiliano Ítalo Ferreira, che si è imposto in finale sul connazionale Gabriel Medina assicurandosi anche il titolo mondiale del 2019.

### lululemon Maui Pro
Il lululemon Maui Pro del 2019, prova facente parte del solo campionato femminile, si è svolto dal 25 novembre al 6 dicembre 2019 sull'isola hawaiana di Maui. A vincere è stata l'australiana Stephanie Gilmore, che ha sconfitto in finale la sua connazionale Tyler Wright.

## Risultati del campionato maschile 2019
I punti sono assegnati utilizzando il sistema seguente:
| Posizione | 1      | 2     | 3     | 5     | 9     | 17    | 33  | INF | PAR | ASS |
| --------- | ------ | ----- | ----- | ----- | ----- | ----- | --- | --- | --- | --- |
| Punti     | 10 000 | 7 800 | 6 085 | 4 745 | 3 320 | 1 330 | 265 | 265 | 265 | 0   |

| Classifica | +/-     | Atleta                     | WCT 1 (Dettagli) | WCT 2 (Dettagli) | WCT 3 (Dettagli) | WCT 4 (Dettagli) | WCT 5 (Dettagli) | WCT 6 (Dettagli) | WCT 7 (Dettagli) | WCT 8 (Dettagli) | WCT 9 (Dettagli) | WCT 10 (Dettagli) | WCT 11 (Dettagli) | Punti  |
| ---------- | ------- | -------------------------- | ---------------- | ---------------- | ---------------- | ---------------- | ---------------- | ---------------- | ---------------- | ---------------- | ---------------- | ----------------- | ----------------- | ------ |
| 1          | Stabile | Ítalo Ferreira (BRA)       | 1                | 5                | 17               | 5                | 17               | 2                | 17               | 9                | 2                | 1                 | 1                 | 59.740 |
| 2          | Stabile | Gabriel Medina (BRA)       | 5                | 5                | 17               | 17               | 5                | 1                | 2                | 1                | 9                | 9                 | 2                 | 56.475 |
| 3          | Stabile | Jordy Smith (ZAF)          | 3                | 3                | 17               | 5                | 2                | 9                | 3                | 5                | 9                | 2                 | 17                | 49.985 |
| 4          | Stabile | Filipe Toledo (BRA)        | 9                | 2                | 5                | 17               | 1                | 3                | 9                | 2                | 17               | 5                 | 17                | 49.145 |
| 5          | Stabile | Kolohe Andino (USA)        | 2                | 17               | 5                | 2                | 3                | 3                | 17               | 17               | 5                | 5                 | 9                 | 46.655 |
| 6          | Stabile | Kanoa Igarashi (JPN)       | 9                | 9                | 1                | 9                | 5                | 5                | 17               | 9                | 17               | 3                 | 17                | 40.185 |
| 7          | Stabile | John John Florence (US-HI) | 3                | 1                | 17               | 1                | 5                | INF              | INF              | INF              | INF              | INF               | 5                 | 37.700 |
| 8          | Stabile | Kelly Slater (USA)         | 33               | 5                | 3                | 9                | 9                | 9                | 17               | 9                | 17               | 9                 | 3                 | 34.845 |
| 9          | Stabile | Owen Wright (AUS)          | 9                | 9                | 17               | 9                | 17               | 5                | 1                | 3                | 17               | 17                | 17                | 34.780 |
| 10         | Stabile | Jérémy Florès (FRA)        | 17               | 9                | 2                | 17               | 33               | 17               | 5                | 17               | 1                | 17                | 33                | 32.515 |
| 11         | Stabile | Julian Wilson (AUS)        | 17               | 17               | 9                | 3                | 5                | 17               | 9                | 5                | 9                | 17                | 9                 | 31.515 |
| 12         | Stabile | Seth Moniz (US-HI)         | 5                | 9                | 17               | 5                | 17               | 17               | 3                | 17               | 9                | 33                | 9                 | 29.525 |
| 13         | Stabile | Michel Bourez (FRA)        | 9                | 17               | 9                | 9                | 9                | 9                | 9                | 33               | 9                | 17                | 5                 | 29.315 |
| 14         | Stabile | Ryan Callinan (AUS)        | 17               | 3                | 9                | 5                | 17               | 9                | 17               | 17               | 5                | 33                | 17                | 27.535 |
| 14         | Stabile | Jack Freestone (AUS)       | 17               | 17               | 9                | 17               | 17               | 17               | 9                | 17               | 3                | 5                 | 5                 | 27.535 |
| 16         | Stabile | Griffin Colapinto (USA)    | 17               | INF              | 17               | 17               | 9                | 17               | 9                | 3                | 17               | 9                 | 3                 | 27.450 |
| 17         | Stabile | Caio Ibelli (BRA)          | 33               | 17               | 17               | 3                | 17               | 17               | 5                | 17               | 17               | 3                 | 9                 | 26.885 |
| 18         | Stabile | Wade Carmichael (AUS)      | 5                | 17               | 5                | 33               | 9                | 17               | 17               | 9                | 9                | 9                 | 17                | 26.760 |
| 19         | Stabile | Adrian Buchan (AUS)        | 17               | 17               | 5                | 33               | 33               | 5                | 17               | 5                | 5                | 17                | 17                | 25.630 |
| 20         | Stabile | Conner Coffin (USA)        | 5                | 9                | 9                | 9                | 17               | 17               | 17               | 17               | 17               | 9                 | 17                | 23.345 |
| 20         | Stabile | Peterson Crisanto (BRA)    | 17               | 9                | 17               | 9                | 33               | 9                | 17               | 33               | 17               | 5                 | 9                 | 23.345 |
| 22         | Stabile | Yago Dora (BRA)            | 9                | 17               | 17               | 17               | 17               | 17               | 17               | 5                | 9                | 17                | 5                 | 22.780 |
| 23         | Stabile | Deivid Silva (BRA)         | 17               | 9                | 17               | 17               | 9                | 9                | 9                | 9                | 33               | 17                | 17                | 21.920 |
| 24         | Stabile | Willian Cardoso (BRA)      | 9                | 9                | 17               | 17               | 17               | 9                | 17               | 9                | 17               | 17                | 17                | 19.930 |
| 24         | Stabile | Jesse Mendes (BRA)         | 17               | 33               | 9                | 17               | 9                | 33               | 17               | 17               | 17               | 9                 | 9                 | 19.930 |
| 26         | Stabile | Michael Rodrigues (BRA)    | 17               | 17               | 3                | 17               | 9                | 17               | 33               | 33               | 17               | 9                 | 33                | 19.640 |
| 27         | Stabile | Sebastian Zietz (US-HI)    | 17               | PAR              | 33               | 9                | 17               | 5                | 17               | 9                | 33               | 17                | 17                | 18.300 |
| 28         | Stabile | Joan Duru (FRA)            | 17               | 33               | 9                | 17               | 9                | 17               | 9                | 17               | 17               | 17                | 17                | 17.940 |
| 28         | Stabile | Ezekiel Lau (US-HI)        | 17               | 17               | 33               | 17               | 17               | 9                | 17               | 9                | 9                | 33                | 17                | 17.940 |
| 30         | Stabile | Soli Bailey (AUS)          | 17               | 17               | 33               | 17               | 17               | 17               | 17               | 17               | 17               | 9                 | 9                 | 15.950 |
| 31         | Stabile | Leonardo Fioravanti (ITA)  | 33               | 17               | 9                | 17               | INF              | INF              | INF              | INF              | 3                | 17                | 33                | 14.455 |
| 32         | Stabile | Jadson Andre (BRA)         | 33               | 17               | 17               | 17               | 17               | 33               | 5                | 17               | 33               | 17                | 17                | 14.320 |
| 33         | Stabile | Ricardo Christie (NZL)     | 17               | 17               | 17               | 17               | 17               | 17               | 17               | 17               | 33               | 33                | 9                 | 13.960 |
| 34         | Stabile | Frederico Morais (PRT)     | -                | -                | -                | 33               | 3                | 17               | 33               | -                | 17               | 17                | 33                | 10.870 |
| 35         | Stabile | Adriano de Souza (BRA)     | INF              | INF              | INF              | INF              | 17               | 17               | 5                | INF              | INF              | INF               | INF               | 8.995  |
| 36         | Stabile | Mikey Wright (AUS)         | 9                | 17               | 17               | INF              | INF              | INF              | INF              | INF              | INF              | INF               | INF               | 7.570  |
| 37         | Stabile | Jacob Willcox (AUS)        | -                | 5                | 33               | 33               | -                | -                | -                | -                | -                | -                 | -                 | 5.275  |
| 38         | Stabile | Marc Lacomare (FRA)        | -                | -                | -                | -                | -                | -                | -                | -                | 5                | -                 | -                 | 4.745  |
| 39         | Stabile | Reef Heazlewood (AUS)      | 9                | 17               | -                | -                | -                | -                | -                | -                | -                | -                 | -                 | 4.650  |
| 40         | Stabile | Jack Robinson (AUS)        | -                | -                | -                | 9                | -                | -                | -                | -                | -                | -                 | -                 | 3.320  |
| 40         | Stabile | Kauli Vaast (FRA)          | -                | -                | -                | -                | -                | -                | 9                | -                | -                | -                 | -                 | 3.320  |
| 42         | Stabile | Crosby Colapinto (USA)     | -                | -                | -                | -                | -                | -                | -                | 17               | -                | 17                | -                 | 2.660  |
| 43         | Stabile | Mateus Herdy (BRA)         | 17               | -                | -                | -                | INF              | -                | -                | 33               | -                | -                 | -                 | 1.860  |
| 44         | Stabile | Jorgann Couzinet (FRA)     | -                | -                | -                | -                | -                | 33               | -                | -                | 17               | -                 | -                 | 1.595  |
| 45         | Stabile | Rio Waida (INA)            | -                | -                | 17               | -                | -                | -                | -                | -                | -                | -                 | -                 | 1.330  |
| 45         | Stabile | Krystian Kymerson (BRA)    | -                | -                | -                | -                | 17               | -                | -                | -                | -                | -                 | -                 | 1.330  |
| 45         | Stabile | Michael February (ZAF)     | -                | -                | -                | -                | -                | 17               | -                | -                | -                | -                 | -                 | 1.330  |
| 45         | Stabile | Barron Mamiya (US-HI)      | -                | -                | -                | -                | -                | -                | -                | 17               | -                | -                 | -                 | 1.330  |
| 45         | Stabile | Kade Matson (USA)          | -                | -                | -                | -                | -                | -                | -                | 17               | -                | -                 | -                 | 1.330  |
| 45         | Stabile | Jett Schilling (USA)       | -                | -                | -                | -                | -                | -                | -                | 17               | -                | -                 | -                 | 1.330  |
| 45         | Stabile | Marco Mignot (FRA)         | -                | -                | -                | -                | -                | -                | -                | -                | 17               | -                 | -                 | 1.330  |
| 45         | Stabile | Vasco Ribeiro (PRT)        | -                | -                | -                | -                | -                | -                | -                | -                | -                | 17                | -                 | 1.330  |
| 45         | Stabile | Miguel Blanco (PRT)        | -                | -                | -                | -                | -                | -                | -                | -                | -                | 17                | -                 | 1.330  |
| 45         | Stabile | Imaikalani deVault (US-HI) | -                | -                | -                | -                | -                | -                | -                | -                | -                | -                 | 17                | 1.330  |
| 45         | Stabile | Billy Kemper (US-HI)       | -                | -                | -                | -                | -                | -                | -                | -                | -                | -                 | 17                | 1.330  |
| 56         | Stabile | Harrison Mann (AUS)        | -                | 33               | -                | -                | -                | -                | -                | -                | -                | -                 | -                 | 265    |
| 56         | Stabile | Xavier Huxtable (AUS)      | -                | 33               | -                | -                | -                | -                | -                | -                | -                | -                 | -                 | 265    |
| 56         | Stabile | Alex Ribeiro (BRA)         | -                | -                | -                | -                | 33               | -                | -                | -                | -                | -                 | -                 | 265    |
| 56         | Stabile | Beyrick De Vries (ZAF)     | -                | -                | -                | -                | -                | 33               | -                | -                | -                | -                 | -                 | 265    |
| 56         | Stabile | Tyler Newton (US-HI)       | -                | -                | -                | -                | -                | -                | 33               | -                | -                | -                 | -                 | 265    |
| 56         | Stabile | Matahi Drollet (PYF)       | -                | -                | -                | -                | -                | -                | 33               | -                | -                | -                 | -                 | 265    |

- Il punteggio finale dell'atleta è ottenuto combinando i migliori 9 risultati dell'atleta

Legenda:
| Campione                     |
| Qualificazioni maschili 2020 |
| Due risultati peggiori       |

## Risultati del campionato femminile 2019
I punti sono assegnati utilizzando il sistema seguente:
| Posizione | 1      | 2     | 3     | 5     | 9     | 17    | INF   | ASS |
| --------- | ------ | ----- | ----- | ----- | ----- | ----- | ----- | --- |
| Punti     | 10 000 | 7 800 | 6 085 | 4 745 | 2 610 | 1 045 | 1 045 | 0   |

| Classifica | +/-     | Atleta                    | WCT 1 (Dettagli) | WCT 2 (Dettagli) | WCT 3 (Dettagli) | WCT 4 (Dettagli) | WCT 5 (Dettagli) | WCT 6 (Dettagli) | WCT 7 (Dettagli) | WCT 8 (Dettagli) | WCT 9 (Dettagli) | WCT 10 (Dettagli) | Punti  |
| ---------- | ------- | ------------------------- | ---------------- | ---------------- | ---------------- | ---------------- | ---------------- | ---------------- | ---------------- | ---------------- | ---------------- | ----------------- | ------ |
| 1          | Stabile | Carissa Moore (US-HI)     | 2                | 5                | 5                | 3                | 2                | 1                | 3                | 1                | 3                | 3                 | 59.940 |
| 2          | Stabile | Caroline Marks (USA)      | 1                | 3                | 9                | 5                | 9                | 3                | 3                | 2                | 1                | 5                 | 55.545 |
| 3          | Stabile | Lakey Peterson (USA)      | 9                | 3                | 9                | 1                | 5                | 2                | 1                | 3                | 2                | 9                 | 55.125 |
| 4          | Stabile | Stephanie Gilmore (AUS)   | 5                | 5                | 1                | 5                | 3                | 5                | 5                | 17               | 5                | 1                 | 49.810 |
| 5          | Stabile | Sally Fitzgibbons (AUS)   | 3                | 9                | 2                | 3                | 1                | 5                | 5                | 5                | 5                | 5                 | 48.950 |
| 6          | Stabile | Tatiana Weston-Webb (BRA) | 5                | 9                | 9                | 2                | 5                | 9                | 5                | 5                | 3                | 3                 | 41.560 |
| 7          | Stabile | Courtney Conlogue (USA)   | 9                | 1                | 5                | 5                | 5                | 5                | 5                | 5                | 9                | INF               | 41.080 |
| 8          | Stabile | Johanne Defay (FRA)       | 5                | 9                | 9                | 9                | 9                | 5                | 2                | 3                | 5                | 5                 | 38.085 |
| 9          | Stabile | Malia Manuel (US-HI)      | 3                | 2                | 9                | 9                | 9                | 3                | 9                | 5                | 17               | 9                 | 35.155 |
| 10         | Stabile | Nikki Van Dijk (AUS)      | 9                | 9                | 3                | 9                | 17               | 9                | 9                | 9                | 5                | 5                 | 28.625 |
| 11         | Stabile | Brisa Hennessy (CRI)      | 9                | 5                | 3                | 5                | 17               | 9                | 17               | 9                | 9                | 17                | 27.060 |
| 12         | Stabile | Silvana Lima (BRA)        | INF              | INF              | 5                | 9                | 5                | 9                | 9                | 9                | 9                | 9                 | 25.150 |
| 13         | Stabile | Bronte Macaulay (AUS)     | 9                | 9                | 5                | 9                | 9                | 9                | 9                | 17               | 9                | 9                 | 23.015 |
| 13         | Stabile | Coco Ho (US-HI)           | 9                | 5                | 9                | 9                | 9                | INF              | 9                | 9                | 9                | 9                 | 23.015 |
| 15         | Stabile | Keely Andrew (AUS)        | 17               | 17               | 9                | 9                | 3                | 9                | 9                | 9                | 9                | 17                | 22.790 |
| 16         | Stabile | Paige Hareb (NZL)         | 17               | 17               | 9                | 9                | 9                | 9                | 9                | 9                | 9                | 9                 | 20.880 |
| 17         | Stabile | Macy Callaghan (AUS)      | 9                | 9                | 17               | 17               | 9                | 9                | 17               | 9                | 9                | 9                 | 19.315 |
| 18         | Stabile | Tyler Wright (AUS)        | INF              | INF              | INF              | INF              | INF              | INF              | INF              | INF              | INF              | 2                 | 15.115 |
| 19         | Stabile | Sage Erickson (USA)       | 5                | 9                | -                | -                | -                | 17               | -                | -                | -                | -                 | 8.400  |
| 20         | Stabile | Isabella Nichols (AUS)    | 9                | -                | -                | -                | -                | -                | -                | -                | -                | -                 | 2.610  |
| 20         | Stabile | Kobie Enright (AUS)       | -                | 9                | -                | -                | -                | -                | -                | -                | -                | -                 | 2.610  |
| 20         | Stabile | Taina Hinckel (BRA)       | -                | -                | -                | -                | 9                | -                | -                | -                | -                | -                 | 2.610  |
| 20         | Stabile | Gabriela Bryan (US-HI)    | -                | -                | -                | -                | -                | -                | 9                | -                | -                | -                 | 2.610  |
| 20         | Stabile | Vahine Fierro (FRA)       | -                | -                | -                | -                | -                | -                | -                | 9                | -                | -                 | 2.610  |
| 20         | Stabile | Summer Macedo (US-HI)     | -                | -                | -                | -                | -                | -                | -                | -                | -                | 9                 | 2.610  |
| 26         | Stabile | Kailani Johnson (INA)     | -                | -                | 17               | -                | -                | -                | -                | -                | -                | -                 | 1.045  |
| 26         | Stabile | Mia McCarthy (AUS)        | -                | -                | -                | 17               | -                | -                | -                | -                | -                | -                 | 1.045  |
| 26         | Stabile | Bianca Buitendag (ZAF)    | -                | -                | -                | -                | -                | 17               | -                | -                | -                | -                 | 1.045  |
| 26         | Stabile | Alana Blanchard (US-HI)   | -                | -                | -                | -                | -                | -                | -                | -                | 17               | -                 | 1.045  |

- Il punteggio finale dell'atleta è ottenuto combinando i migliori 9 risultati dell'atleta

Legenda
| Campionessa                   |
| Qualificazioni femminili 2020 |
| Due peggiori risultati        |

## Qualificazioni

### Qualificazioni maschili 2019
| Posizione | 1 | 2 | 3-4 | 5-8 | 9 |

| Classifica | +/-     | Atleta                    | Eventi | Eventi | Eventi | Eventi | Eventi | Punti  |
| Classifica | +/-     | Atleta                    | 1      | 2      | 3      | 4      | 5      | Punti  |
| ---------- | ------- | ------------------------- | ------ | ------ | ------ | ------ | ------ | ------ |
| 1          | Stabile | Frederico Morais (PRT)    | 10.000 | 6.000  | 3.700  | 3.700  | 3.000  | 26.400 |
| 2          | Stabile | Jadson Andre (BRA)        | 6.500  | 6.000  | 4.500  | 4.500  | 2.300  | 23.800 |
| 3          | Stabile | Yago Dora (BRA)           | 10.000 | 6.500  | 4.500  | 1.100  | 1.100  | 23.200 |
| 4          | Stabile | Matthew McGillivray (ZAF) | 6.700  | 5.200  | 5.200  | 3.800  | 1.680  | 22.580 |
| 5          | Stabile | Jack Robinson (AUS)       | 10.000 | 3.700  | 3.550  | 3.000  | 1.680  | 21.930 |
| 6          | Stabile | Alex Ribeiro (BRA)        | 6.500  | 6.000  | 3.700  | 3.700  | 1.680  | 21.580 |
| 7          | Stabile | Miguel Pupo (BRA)         | 10.000 | 3.700  | 3.550  | 2.200  | 1.550  | 21.000 |
| 8          | Stabile | Ethan Ewing (AUS)         | 6.700  | 6.300  | 5.200  | 1.100  | 1.100  | 20.400 |
| 9          | Stabile | Connor O'Leary (AUS)      | 5.200  | 5.200  | 3.600  | 3.000  | 2.650  | 19.650 |
| 10         | Stabile | Deivid Silva (BRA)        | 10.000 | 3.700  | 2.300  | 1.550  | 1.100  | 18.650 |
| 11         | Stabile | Morgan Cibilic (AUS)      | 6.500  | 3.700  | 3.600  | 2.200  | 2.100  | 18.100 |
| 12         | Stabile | Stuart Kennedy (AUS)      | 8.000  | 5.100  | 2.650  | 1.125  | 1.100  | 17.975 |
| 13         | Stabile | Jake Marshall (USA)       | 8.000  | 3.550  | 2.650  | 2.200  | 1.550  | 17.950 |
| 14         | Stabile | Barron Mamiya (US-HI)     | 5.200  | 3.800  | 3.700  | 2.650  | 2.250  | 17.600 |
| 15         | Stabile | Jorgann Couzinet (FRA)    | 6.500  | 5.200  | 2.250  | 1.680  | 1.680  | 17.310 |
| 16         | Stabile | Jack Freestone (AUS)      | 8.000  | 3.800  | 3.700  | 1.100  | 700    | 17.300 |
| 17         | Stabile | Ezekiel Lau (US-HI)       | 8.000  | 3.700  | 2.300  | 2.250  | 1.000  | 17.250 |
| 18         | Stabile | Samuel Pupo (BRA)         | 10.000 | 3.700  | 1.550  | 1.050  | 840    | 17.140 |

Legenda
| Campionato maschile 2020 |

### Qualificazioni femminili 2019
| Posizione | 1 | 2 | 3-4 | 5-8 | 9 |

| Classifica | +/-     | Atleta                    | Eventi | Eventi | Eventi | Eventi | Eventi | Punti  |
| Classifica | +/-     | Atleta                    | 1      | 2      | 3      | 4      | 5      | Punti  |
| ---------- | ------- | ------------------------- | ------ | ------ | ------ | ------ | ------ | ------ |
| 1          | Stabile | Isabella Nichols (AUS)    | 6.000  | 5.200  | 4.500  | 4.500  | 3.700  | 23.900 |
| 2          | Stabile | Bronte Macaulay (AUS)     | 8.000  | 5.200  | 3.550  | 2.650  | 2.650  | 22.050 |
| 3          | Stabile | Sage Erickson (USA)       | 10.000 | 5.200  | 3.000  | 700    | 700    | 19.600 |
| 4          | Stabile | Tatiana Weston-Webb (BRA) | 6.500  | 4.500  | 3.700  | 2.650  | 1.050  | 18.400 |
| 5          | Stabile | Brisa Hennessy (CRI)      | 6.500  | 3.700  | 3.550  | 1.550  | 1.050  | 16.350 |
| 6          | Stabile | Macy Callaghan (AUS)      | 6.500  | 4.500  | 2.200  | 1.050  | 650    | 14.900 |
| 7          | Stabile | Keely Andrew (AUS)        | 3.700  | 3.700  | 2.650  | 2.650  | 1.550  | 14.250 |
| 8          | Stabile | Amuro Tsuzuki (JPN)       | 10.000 | 1.680  | 1.000  | 700    | 700    | 14.080 |
| 9          | Stabile | Caroline Marks (USA)      | 5.200  | 3.550  | 3.000  | 1.550  | 700    | 14.000 |
| 10         | Stabile | Alyssa Spencer (USA)      | 3.700  | 3.700  | 2.650  | 2.250  | 1.680  | 13.980 |
| 11         | Stabile | Zahli Kelly (AUS)         | 3.700  | 3.550  | 3.000  | 1.550  | 1.550  | 13.350 |

Legenda
| Campionato femminile 2020 |

## Qualificazioni olimpiche
I Giochi della XXXII Olimpiade hanno visto per la prima volta l'introduzione del surf tra le discipline olimpiche. Per questo il campionato della Word Surf League 2019, assieme ad altri eventi, è stato utililizzato come torneo di qualificazione alle Olimpiadi di Tokyo 2020.
In un accordo sottoscrittro tra la International Surfing Association (ISA) e la WSL fu infatti deciso che, dei 40 posti liberi a disposizione per la competizione olimpica, 20 sarebbero stati assegnati dagli ISA World Surfing Games 2019, 18 dal campionato della WSL (10 maschi e 8 femmine) e due dal paese ospitante.

### Olimpiadi di Tokyo 2020
Attraverso la WSL si qualificarono quindi per le Olimpiadi di Tokyo 2020 i seguenti surfisti:
| Posizione | Nome                     |
| --------- | ------------------------ |
| 1         | Ítalo Ferreira (BRA)     |
| 2         | Gabriel Medina (BRA)     |
| 3         | Jordy Smith (RSA)        |
| 5         | Kolohe Andino (USA)      |
| 6         | Kanoa Igarashi (JPN)     |
| 7         | John John Florence (USA) |
| 9         | Owen Wright (AUS)        |
| 10        | Jérémy Florès (FRA)      |
| 11        | Julian Wilson (AUS)      |
| 13        | Michel Bourez (FRA)      |

| Posizione | Nome                      |
| --------- | ------------------------- |
| 1         | Carissa Moore (USA)       |
| 2         | Caroline Marks (USA)      |
| 4         | Stephanie Gilmore (AUS)   |
| 5         | Sally Fitzgibbons (AUS)   |
| 6         | Tatiana Weston-Webb (BRA) |
| 8         | Johanne Defay (FRA)       |
| 11        | Brisa Hennessy (CRC)      |
| 12        | Silvana Lima (BRA)        |

## Cambiamenti nella stagione 2019

### Svolgimento della competizione
Il campionato WSL del 2019 ha visto alcune modifiche nello svolgomento rispetto alle edizioni degli anni precedenti. In questa edizione, tutti i concorrenti prendono parte al "Primo Turno" (Seeding Round). I primi due di ogni manche avanzano direttamente alle fasi eliminatorie (in questo caso i sedicesimi per i maschi e gli ottavi per le femmine), mentre il surfista con il punteggio più basso in ogni manche entra nel "Turno di Eliminazione" (Elimination Round). In ognuna delle manche del turno eliminatorio, i primi due concorrenti avanzano alla fase eliminatoria, mentre gli altri vengono eliminati dalla competizione. Nelle eliminatorie la competizione segue un formato a eliminazione diretta, con il vincitore di ogni manche testa a testa che avanza al turno successivo e il perdente che viene eliminato.

### Premio in denaro
Nel 2018, i 36 surfisti maschi hanno gareggiato per un montepremi totale di ogni prova pari a 607800 $, mentre il montepremi totale riservato alle 18 surfista è stato di 303900 $. Nei singoli eventi, il premio riservato al vincitore era di 100000 $ per la gara maschile e di 65000 per quella femminile. Il 5 settembre 2018, la WSL ha comunicato che, a partire dal 2019, il premio in denaro sarebbe stato identico per entrambe le categorie. 
Tale decisione è stata presa come parte del cambiamento culturale in corso per quanto riguarda l'uguaglianza di genere e la giustizia sociale non solo nello sport ma nella comunità globale. Per questo, ad esso la WSL ha affiancato diverse altre iniziative, come un programma di coinvolgimento delle ragazze della comunità locale di tutto il mondo, strutturato intorno agli eventi del tour mondiale, e una serie di contenuti mensili sulla storia del surf femminile presentata nei media dell'associazione.